# 6 Wileńska Brygada (WiN)

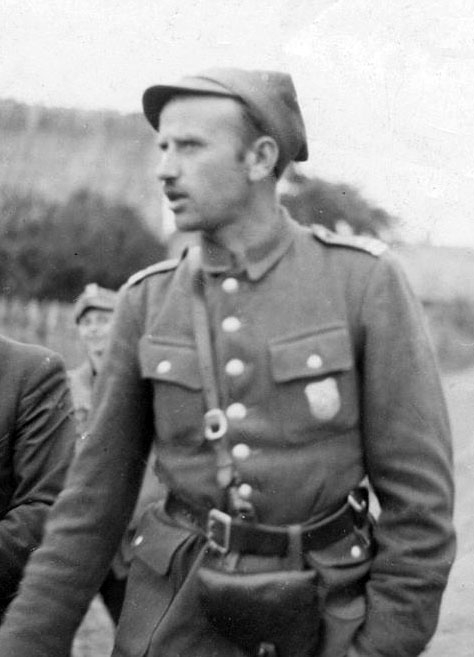
Zygmunt Szendzielarz ps. Łupaszka

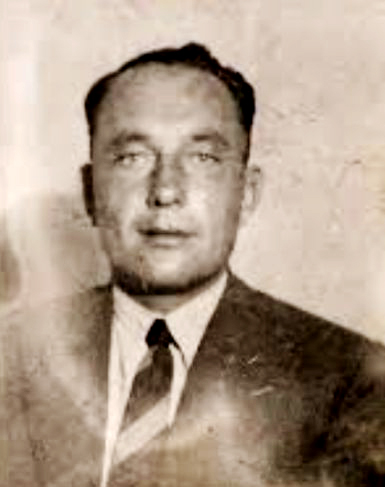
Kpt. Władysław Łukasiuk „Młot”,„Młot II”, dowódca 6 Wileńskiej Brygady w okresie od października 1946 roku do czerwca 1949 roku

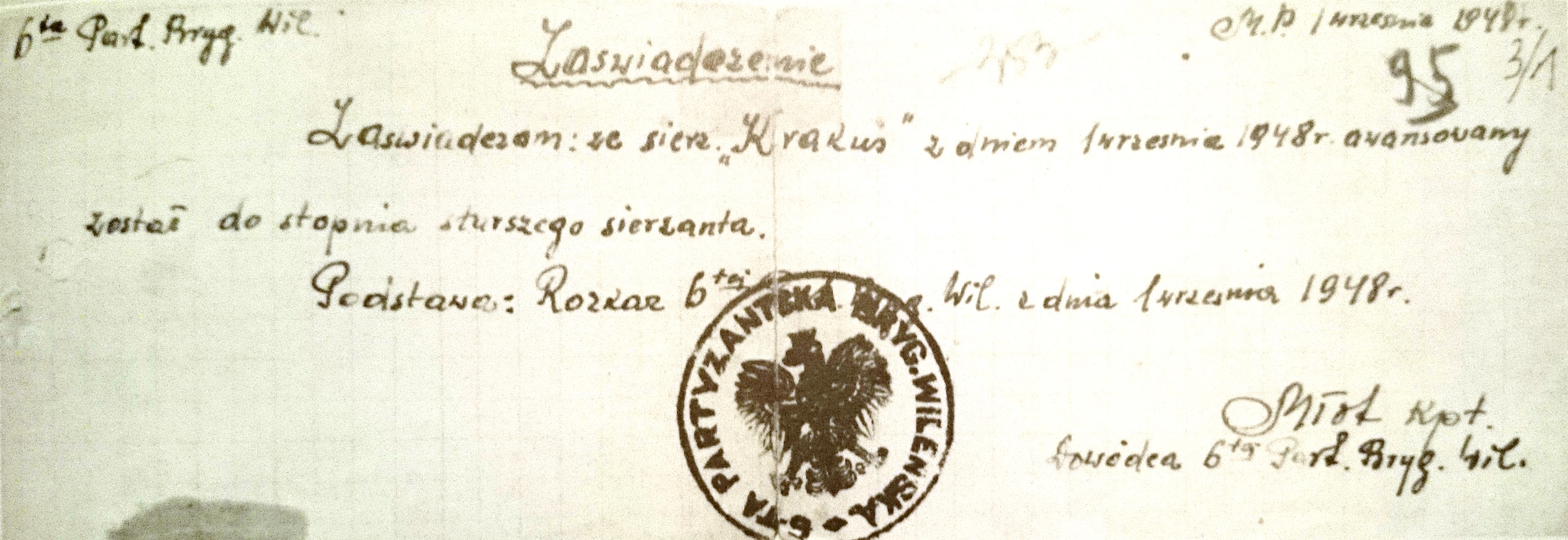
Zaświadczenie wystawione 1 września 1948 roku przez Władysława Łukasiuka „Młota”, dowódcę 6 Wileńskiej Brygady (WiN) o awansowaniu Lucjana Niemyjskiego „Krakusa” na stopień starszego sierżanta

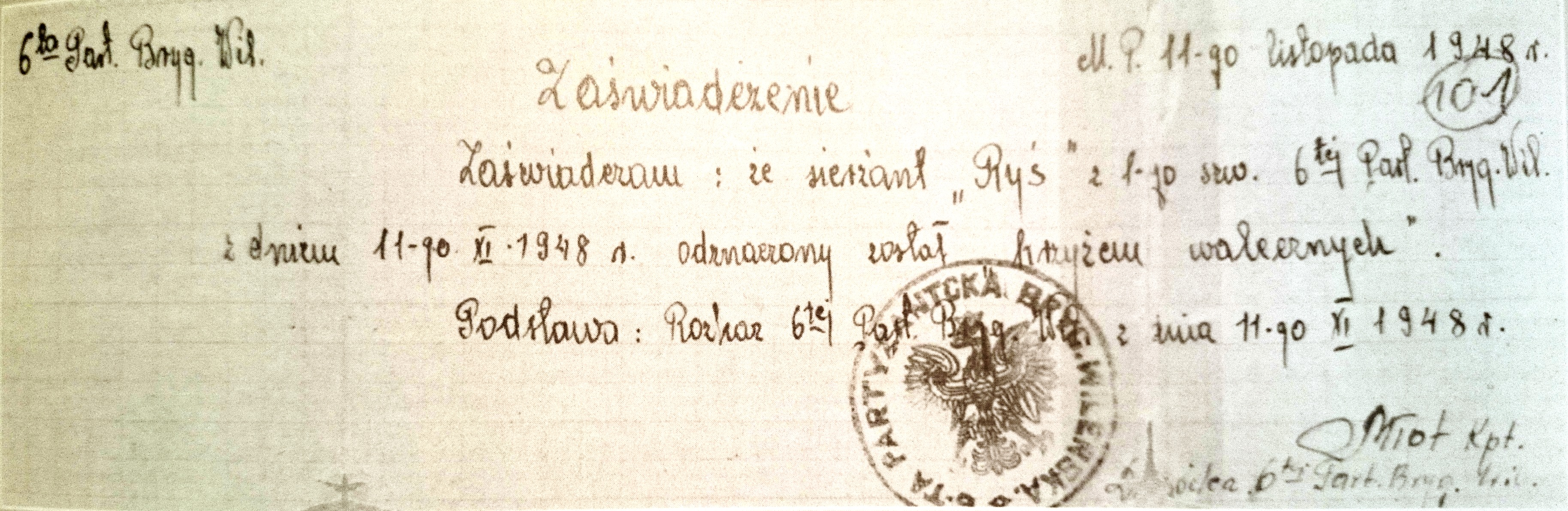
Zaświadczenie wystawione przez Władysława Łukasiuka „Młota”, dowódcę 6 Wileńskiej Brygady (WiN) o odznaczeniu sierżanta Eugeniusza Tymińskiego „Rysia” Krzyżem Walecznych 11 listopada 1948 roku

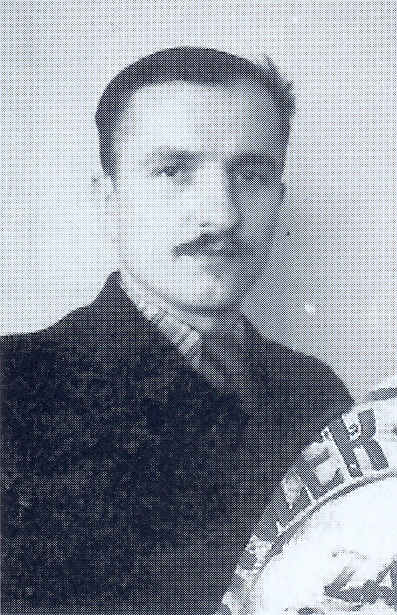
Kpt. Kazimierz Kamieński „Huzar”, ostatni dowódca
6 Wileńskiej Brygady

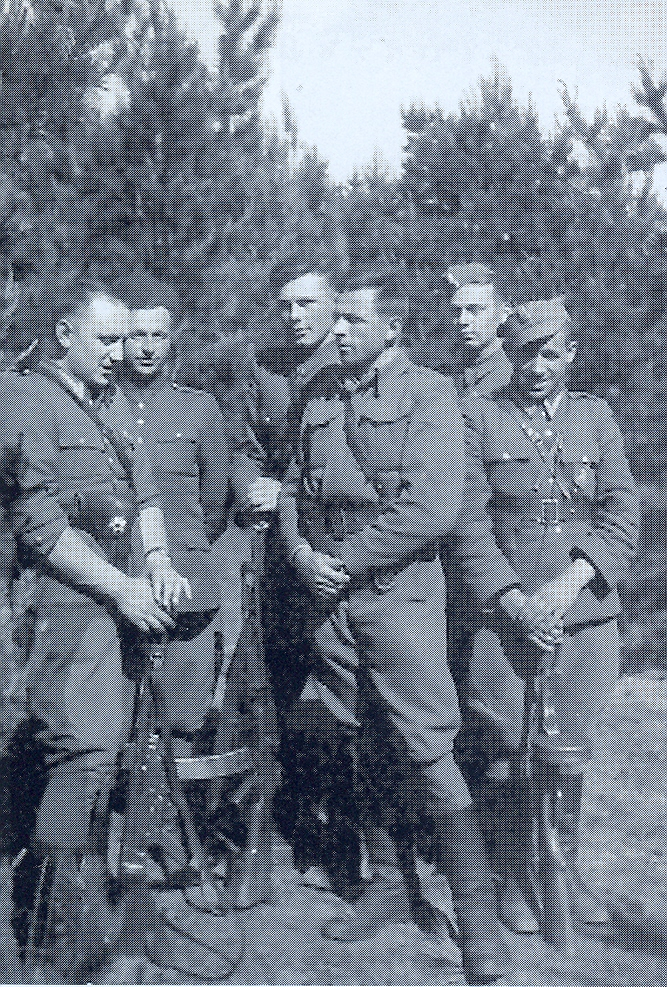
Kadra oddziału „Huzara”. Od lewej: Lucjan Niemyjski „Krakus”, Józef Brzozowski „Hanka”, „Zbir”, Wacław Zalewski „Zbyszek”, Witold Buczak „Ponury”, Józef Gontarczuk „Korsarz”" „Jurek”, Stanisław Łapiński „Orzełek”. Zdjęcie wykonano prawdopodobnie w 1951 roku

6 Wileńska Brygada – jeden z większych oddziałów partyzanckich działających w strukturze Zrzeszenia Wolność i Niezawisłość w latach 1946–1952.

## Historia

### Geneza
Po demobilizacji 5 Brygady Wileńskiej AK, która nastąpiła 4 października 1945 roku, dotychczasowy dowódca jej 1 szwadronu Lucjan Minkiewicz „Wiktor”, na własną prośbę, wraz ze swoim oddziałem partyzanckim pozostał w terenie. Jego zamierzeniem było doprowadzenie do zakończenia walk oddziałów w zorganizowany, godny sposób.

W ostatnim kwartale 1945 roku w strukturach poakowskich Okręgu Wileńskiego (działającego już wtedy w granicach powojennej Polski) obowiązywał zakaz tworzenia większych oddziałów partyzanckich. W 2. połowie stycznia 1946 roku mjr Zygmunt Szendzielarz „Łupaszka”, pełniąc funkcję dowódcy partyzantki Komendy Okręgu Wileńskiego AK, uzyskał od ostatniego komendanta Okręgu Wileńskiego AK-DSZ ppłk. Antoniego Olechnowicza „Pohoreckiego” zgodę na utworzenie większego oddziału bojowego. Rozkazem nr 1 z 26 lutego 1946 roku powołał do życia 6 Brygadę Wileńską (rejon działalności: Białostocczyzna i Podlasie) na bazie szwadronu Minkiewicza, natomiast rozkazem nr 2 z 14 kwietnia odtworzył 5 Wileńską Brygadę pod swoim dowództwem, mającą działać na obszarze Pomorza oraz Warmii i Mazur. Zwierzchnikiem obu brygad pozostawał „Łupaszka”. W rozkazie nr 1 pisał: 

Po długich miesiącach zimowych Waszej tułaczki i osamotnienia w terenie przyszedł znowu czas, że przychodzę do Was i dane mi jest dowodzić Wami w dalszym ciągu. (...) Jesteście teraz 6-tą Brygadą Wileńską pod dowództwem Waszego dotychczasowego dowódcy „Wiktora” *. (...) Czekają nas jeszcze ciężkie chwile, ale przetrwamy – wszak przetrwaliśmy już tyle – zwyciężymy, bo jesteśmy żołnierzami 5-ej, a obecnie 6-ej Brygady Wileńskiej.

* pseudonim Lucjana Minkiewicza
Nazwa 6 Brygady nawiązywała do 6 Wileńskiej Brygady AK.

## Struktura
Ppor. Lucjan Minkiewicz pełnił rolę dowódcy 6 Wileńskiej Brygady do 19 października 1946 roku, operując na Białostocczyźnie i Podlasiu. W październiku „Łupaszka” bezterminowo urlopował „Wiktora”, mianując na stanowisko dowódcy Brygady dotychczasowego I zastępcę „Wiktora” Władysława Łukasiuka „Młota II”, „Młota”.
W 1946 roku w skład Brygady wchodziły początkowo trzy drużyny, przekształcone następnie w kadrowe szwadrony:
- pierwszym z nich dowodził pochodzący z Wileńszczyzny kpr. Janusz Rybicki „Kukułka” (szwadron rozwiązano jesienią 1946 roku),
- drugim – były członek Obwodu Wysokie Mazowieckie AK st. sierż./ppor. Walerian Nowacki „Bartosz”,
- trzecim – również pochodzący z kresów północno-wschodnich st. sierż. Józef Babicz „Żwirko” (od 5 maja 1946 roku); po jego śmierci 17 lutego 1947 roku w Kiełpińcu, dowództwo tego szwadronu przejął sierż./ppor. Antoni Borowik „Lech”.

Ponadto w strukturze Brygady działał także kilkuosobowy patrol żandarmerii dowodzony początkowo przez sierż./ppor. Władysława Wasilewskiego „Grota”, później przez sierż./ppor. Antoniego Borowika „Lecha”. Patrol ten miał za zadanie zwalczanie bandytyzmu i agentów resortu bezpieczeństwa. Wreszcie zwiadem konnym dowodził sierż. Wacław Michniewicz „Zagłoba”.
Funkcje sztabowe w Brygadzie pełnili:
- drugi zastępca dowódcy (ds. organizacji terenu) był (do marca 1947 roku) sierż./ppor. Władysław Wasilewski
- oficer do zadań specjalnych i kurier ppor. Antoni Wodyński „Odyniec”.

W połowie sierpnia 1946 roku mjr Szendzielarz, w wyniku coraz silniejszego nacisku sił komunistycznych na 5 Brygadę na Pomorzu, podjął decyzję przejścia w rejon Białegostoku w celu połączenia się z 6 Brygadą. Udało mu się to dopiero w połowie października i tylko z siłami szwadronu Henryka Wieliczko „Lufy”. Pozostałe dwa szwadrony 5 Brygady pozostały na miejscu i rozformowały się w połowie listopada 1946 roku.
Dowództwo 6 Brygady nie zdecydowało się na ujawnienie się po amnestii z 22 lutego 1947 roku: podjęto decyzję, że szeregowi oddziału będą mogli się ujawnić, natomiast Lucjan Minkiewicz próbował bezskutecznie negocjować warunki ujawnienia się dowództwa (co nie było bezzasadne, ponieważ Ministerstwo Bezpieczeństwa Publicznego próbowało wcześniej nawiązać kontakt z „Łupaszką”; tym razem jednak list Minkiewicza pozostał bez odpowiedzi).
W tej sytuacji dowództwo Brygady zdecydowało się na kontynuację walk, poszerzając obszar działania (po obu stronach Bugu) i przyłączając kolejne dotychczas samodzielnie działające oddziały. Przyłączyli się m.in.:
- por. Józef Ludwik Małczuk „Brzask” – jako dowódca rezerw w Obwodzie Sokołów Podlaski (razem z patrolami dywersyjnymi dowodzonymi przez Kazimierza Wyrozębskiego „Sokolika”)
- plut. Eugeniusz Korzeniewski „Ryg” – jako dowódca rezerw w Obwodzie Bielsk Podlaski
- ppor. Czesław Skup (albo Skupa[3]) „Szpieg” – jako dowódca rezerw w powiecie siedleckim
- ppor. Janusz Kotowski „Mściciel” – jako dowódca rezerw w powiatach węgrowskim i mińskim
- „resztki” oddziału partyzanckiego WiN por./kpt. Kazimierza Kamieńskiego „Huzara” z Obwodu Wysokie Mazowieckie[2].

Po rozbudowie Brygady, jej skład był następujący:
- dowódca: por./kpt. Władysław Łukasiuk „Młot”,„Młot II”
- zastępca dowódcy: kpt. Kazimierz Kamieński „Huzar”
- kurier i oficer dyspozycyjny: ppor. Antoni Wodyński „Odyniec”
- dowódca żandarmerii: ppor. Antoni Borowik „Lech”
- oficerowie sztabu bez przydziału: ppor. Henryk Wieliczko „Lufa”, ppor. Witold Buczak „Wujo”, „Ponury” (skierowany w grudniu 1947 roku z oddziału „Huzara”)
- dowódca rezerw w Obwodzie Sokołów Podlaski: ppor. Józef Małczuk „Brzask”
- dowódca rezerw w Obwodzie Bielsk Podlaski: plut. Eugeniusz Korzeniewski „Ryg”
- dowódca rezerw w powiecie siedleckim: ppor. Czesław Skup „Szpieg” (w 1947 roku)
- dowódca rezerw w powiatach węgrowskim i mińskim: ppor. Janusz Kotowski „Mściciel” (w 1947 roku)
- oficer ds. łączności z siatką terenową w powiecie siedleckim i mińskim: ppor. Mieczysław Moskwiak (albo Moskowiak[3]) „Szofer”
- dowódca 2 szwadronu: ppor. Walerian Nowacki „Bartosz” (szwadron został rozbity w czerwcu – lipcu 1948 roku)
- dowódca 3 szwadronu: ppor. Antoni Borowik „Lech” (szwadron został rozbity w maju 1948 roku)
- dowódca oddziału „Huzara”: kpt. Kazimierz Kamieński „Huzar”
- dowódcy patroli Obwodu „Jezioro”: plut. Kazimierz Wyrozębski „Sokolik” (patrol rozbity w połowie 1948 roku), Czesław Marciniak „Szary” z Patrykoz (patrol przyboczny por. „Brzaska” w 1947 roku)
- dowódca patrolu siedleckiego: ppor. Janusz Kotowski „Mściciel” (grupa ta samowolnie oddzieliła się od Brygady i działała niezależnie, została rozbita przez UBP 7 października 1947 roku)[1]

Wyżej wymieniony pododdział „Mściciela” walczył wcześniej w składzie oddziału partyzanckiego o kryptonimie „Pogoń” dowodzonego przez kpt. Henryka Hebdę „Korwina”. W połowie 1947 roku oddział ten został rozwiązany, a pluton „Mściciela” podporządkował się dowództwu 6 Brygady. W skład tego pododdziału wchodzili m.in.: ppor. Janusz Jerzy Stoiński „Jur”, plut. Stanisław Abramowski „Bury”, „Partyzancik”, strz. Czesław Chrzanowski „Kwiatek”.
W 1948 roku w skład 2 szwadronu 6 Brygady Wileńskiej wchodzili m.in.:
- ppor. Walerian Nowacki „Bartosz”,
- dowódcy drużyn: 1 – st. sierż. Witold Goldzisz „Radio” (przeszedł do 3 szwadronu), 2 – sierż. Mieczysław Magadzia „Wilan”, sierż. Józef Adamowicz „Szpak”,
- plutonowi: NN „Mściciel”, Rejtan Mickiewicz „Wichura”, Józef Oksiuta „Pomidor”, NN Marian „Pogrom” vel „Maniuś”,
- kaprale: Adam Ratyniec „Lampart”, Kazimierz Ilczuk „Sęp”, Franciszek Biercewicz „Franek Wileńszczak”, Stanisław Boś „Skoczek” vel „Młody”, Stanisław Kobyliński „Migdał”, Marian Giereło „Puszkin” vel „Pszczółka”, Jan Czajka „Znicz”, Aleksander NN „Marynarz”, NN „Antoś”, NN „Akacja”, NN „Adam”, NN „Brzoza”, NN „Błyskawica”, NN „Michał”, NN „Wilja”, NN „Żubr”,
- st. strzelcy i strzelcy: Zygmunt Szmurło „Kogut”, NN „Jasio”, NN „Kazio”, NN „Jeleń”, NN „Badyl”[2].

Do 2 szwadronu dołączali okresowo por. Józef Ludwik Małczuk „Brzask” oraz plut. Kazimierz Wyrozębski „Sokolik” z kilkoma żołnierzami patroli sokołowskich.
W 3 szwadronie służyli:
- ppor. Antoni Borowik „Lech”,
- kpr. pchor. Stanisław Bogdaniuk „Ostoja”, kpr. pchor. Eugeniusz Daniluk „Dąbek”, sierż. Kazimierz Szuligowski „Tygrys”, plut. Stanisław NN „Wilk”, plut. Rajmund Drozd „Mikrus”, kpr. Jerzy Ostaszewski „Szarak”, kpr. Antoni Plewko vel Stanisław Karpiński „Węgorz” (zdrajca),
- strzelcy: Józef Klimiuk „Kuba”, NN „Orzełek”, NN „Śmiały”, od marca 1948 roku st. sierż. Witold Goldzisz „Radio” i Czesław Pilecki „Jaskółka”, a także NN „Fredek” z oddziału „Huzara”[2].

W grupie „sztabowej” znajdowali się kpt. Władysław Łukasiuk „Młot”, ppor. Witold Buczak „Wujo”, „Ponury” (z oddziału „Huzara”), ppor. Henryk Wieliczko „Lufa”, ppor. Antoni Wodyński „Odyniec”.
Według niektórych źródeł oddział „Huzara” został przemianowany na 1 szwadron, a sokołowski patrol „Sokolika” – na 4 szwadron. Od lata 1948 roku por. Kazimierz Kamieński „Huzar” pełnił oficjalną funkcję zastępcy dowódcy 6 Brygady Wileńskiej. Kapitan Władysław Łukasiuk „Młot” był dowódcą 6 Brygady Wileńskiej do 27 czerwca 1949 roku, gdy zginął na kolonii wsi Czaje-Wólka, zastrzelony przez swojego podkomendnego Czesława Dybowskiego „Rejtana”. „Młot” zastrzelił młodszego brata Czesława – Leopolda, ponieważ nie wykonał on zleconego przez „Młota” wyroku śmierci na cywilach (podejrzewanych o współpracę z UB). Widząc to, „Rejtan” zastrzelił „Młota”.
Po śmierci Łukasiuka ostatnim dowódcą 6 Brygady był kpt. Kazimierz Kamieński.
Dowódca Brygady używał okrągłej pieczęci z orłem w koronie i otaczającym go napisem: 6-TA PARTYZANCKA BRYG. WILEŃSKA.

## Operacje
Wkrótce po utworzeniu Brygada przeszła z rejonu lewobrzeżnego rzeki Bug w rejony północne powiatu sokołowskiego. Pod dowództwem „Młota” przeprowadziła wiele akcji zbrojnych i likwidacyjnych przeciwko oddziałom pacyfikacyjnymi NKWD, UB, MO, KBW. „Łupaszka” kilkakrotnie osobiście dowodził działaniami 6 Brygady Wileńskiej – miało to miejsce zwłaszcza zimą 1947 roku (między innymi w zwycięskich walkach pod Olszewem, Tosiami i Wólką Okrąglikiem).
Do najpoważniejszych operacji bojowych oddziałów „Młota” należały ciężkie walki prowadzone wspólnie z oddziałem PAS NZW „Burego” w powiecie wysokomazowieckim w kwietniu 1946 roku (Muzyły, Śliwowo – Czochania Góra), opanowanie Łosic i ciężkie walki z operacją przeciwpartyzancką w rejonie tego miasteczka w lipcu 1946 roku, rozbicie szeregu posterunków MO jesienią 1946 roku (m.in. Sterdyń, Kosów Lacki, Prostyń, Łapy, Łosice), likwidację 8 tzw. „robotników z Chodakowa” i 2 żołnierzy KBW w grudniu 1946 roku (wszyscy oni byli oddelegowani do pracy w PUBP Sokołów Podlaski przy fałszowaniu wyborów), rozbicie posterunków MO w Międzylesiu, Brańsku, Wyszkach, Klukowie i Nurze zimą i wiosną 1947 roku, rozbicie garnizonu ochraniającego most na Bugu w marcu 1947 roku, opanowanie Wisznic i Rossoszy oraz walkę pod Utrówką w czerwcu 1947 roku oraz rozbicie grupy operacyjnej KBW pod Krynicami w lipcu 1947 roku. W 1948 roku oddziały „Młota” stoczyły szereg ciężkich i krwawych walk z obławami i grupami operacyjnymi UB i KBW, podczas których poległo wielu partyzantów, a kilka oddziałów uległo zniszczeniu.
6 Brygada Wileńska stała się w latach 1947–1948 dominującym oddziałem niepodległościowego podziemia na prawo- i lewobrzeżnym Podlasiu.
W oddziałach 6 Brygady panowała dyscyplina i wysokie morale. Niechlubnym wyjątkiem był incydent związany z patrolem siedleckim, tzw. „korwinowcami” (oddział ten stoczył m.in. 2 lipca 1946 roku bohaterską walkę z NKWD, UB i KBW pod Łosicami). W 1947 roku żołnierze tego oddziału rozpoczęli działania likwidacyjne na własną rękę, często wbrew rozkazom dowódcy Brygady. We wrześniu 1947 roku dowódca patrolu ppor. Janusz Kotowski „Mściciel” i jego dwaj podkomendni zastrzelili Mieczysława Moskwiaka/Moskowiaka „Szofera”, łącznika kpt. „Młota”, który dostał rozkaz zdyscyplinowania oddziału. Dowódca Brygady skazał zaocznie kadrę dowódczą pododdziału „Mściciela” na karę śmierci. Wyrok nie został wykonany, ponieważ „Mściciel” został aresztowany 7 października 1947 roku, 18 lutego 1949 roku skazany na karę śmierci i zamordowany 16 kwietnia 1948 roku w więzieniu mokotowskim.

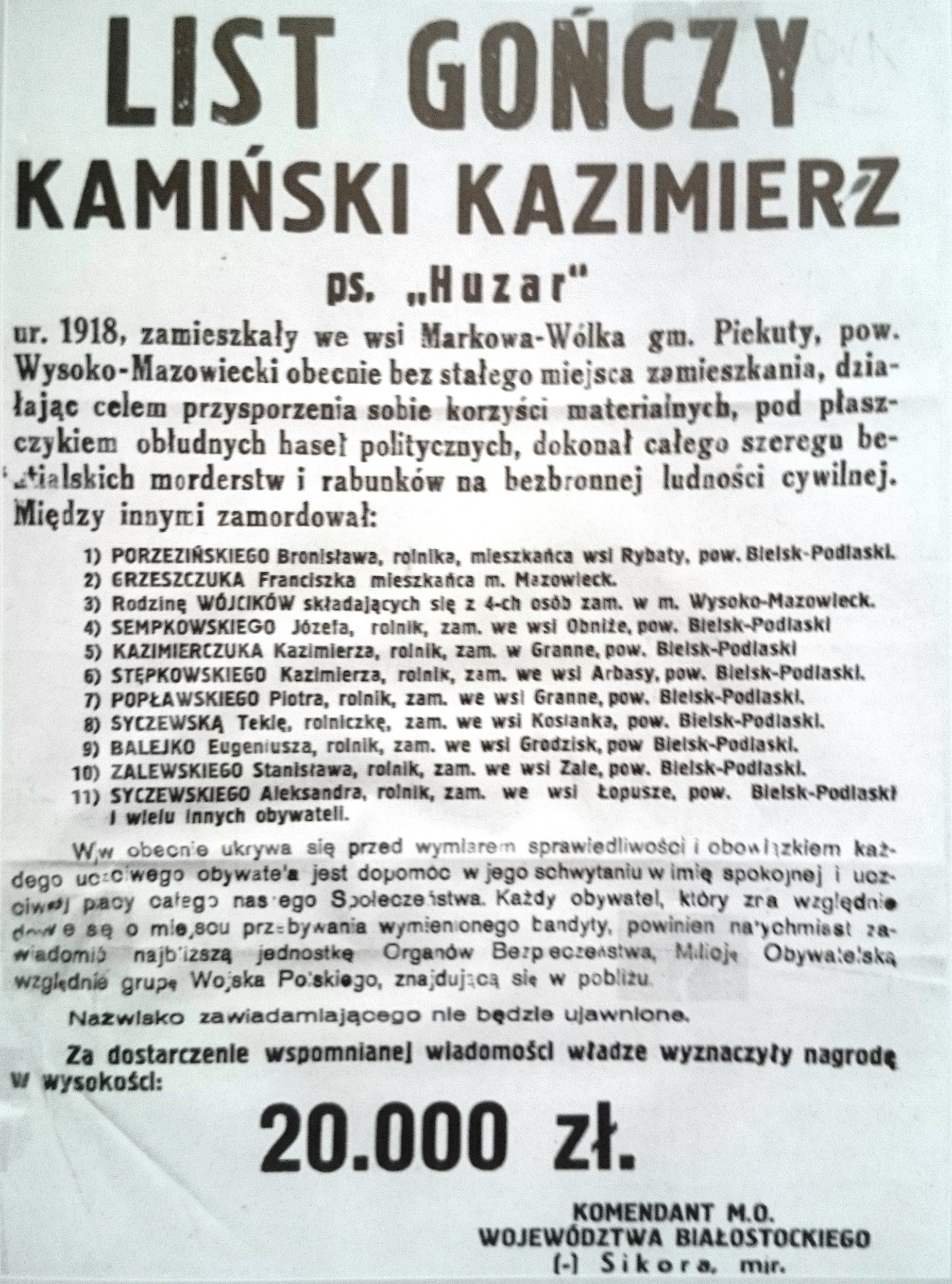
List gończy za Kazimierzem Kamieńskim, wystawiony przez wojewódzkiego komendanta MO, z błędną pisownią nazwiska

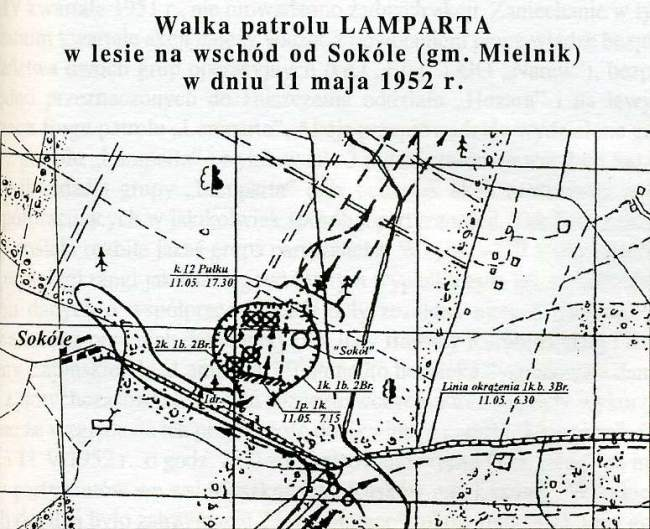
Opis akcji operacyjnej przeprowadzonej przeciwko patrolowi „Lamparta” z bandy „Huzara”... Sztab operacji „Narew” 15 maja 1952 roku. Wysokie Mazowieckie. Załącznik Nr 1. CAW, sygn. 1580/75/1471.K.225

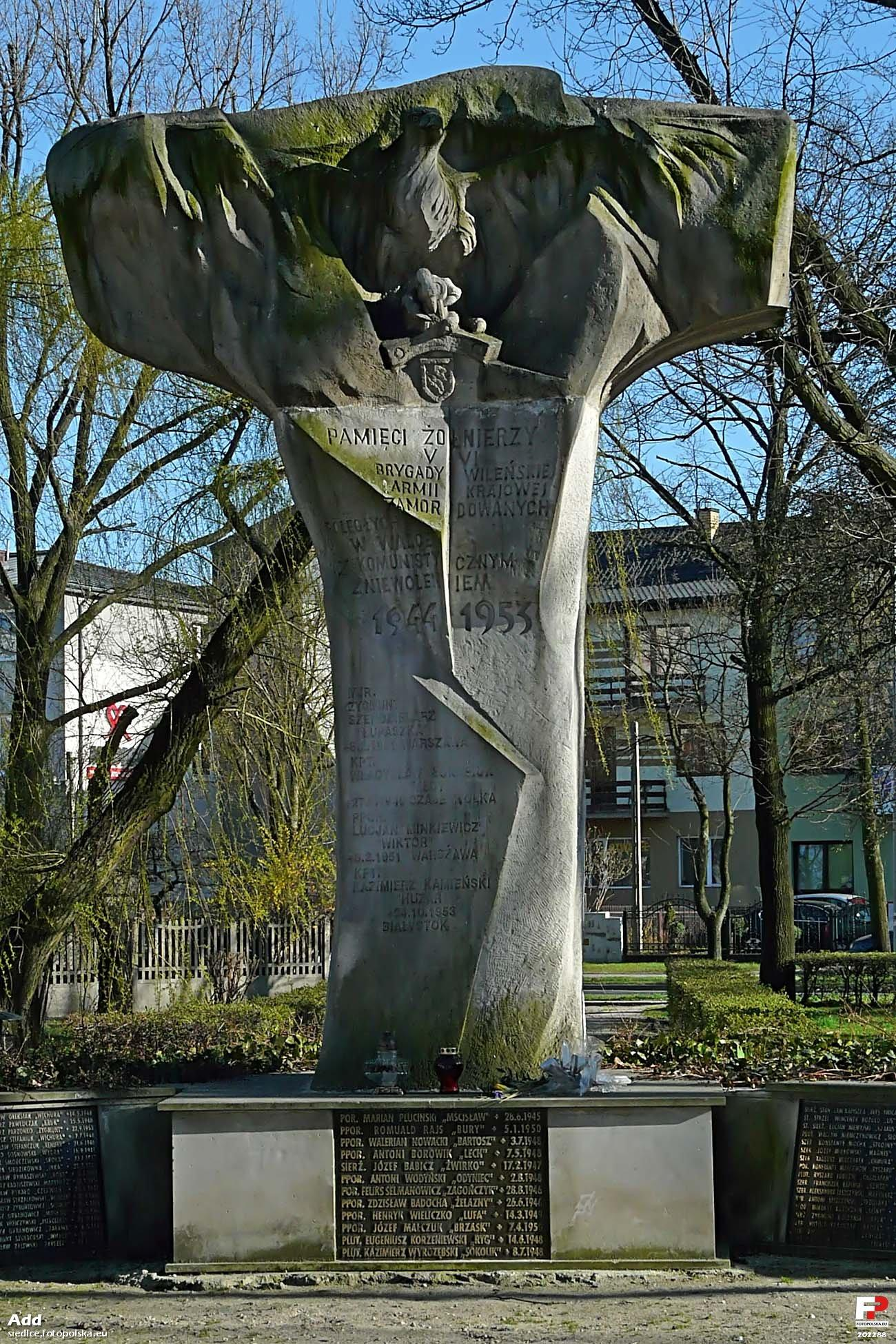
Pomnik żołnierzy 5 i 6 Wileńskiej Brygady znajdujący się na skwerze Wileńskim w trójkącie ulic Floriańskiej, Brzeskiej i 3 Maja w Siedlcach

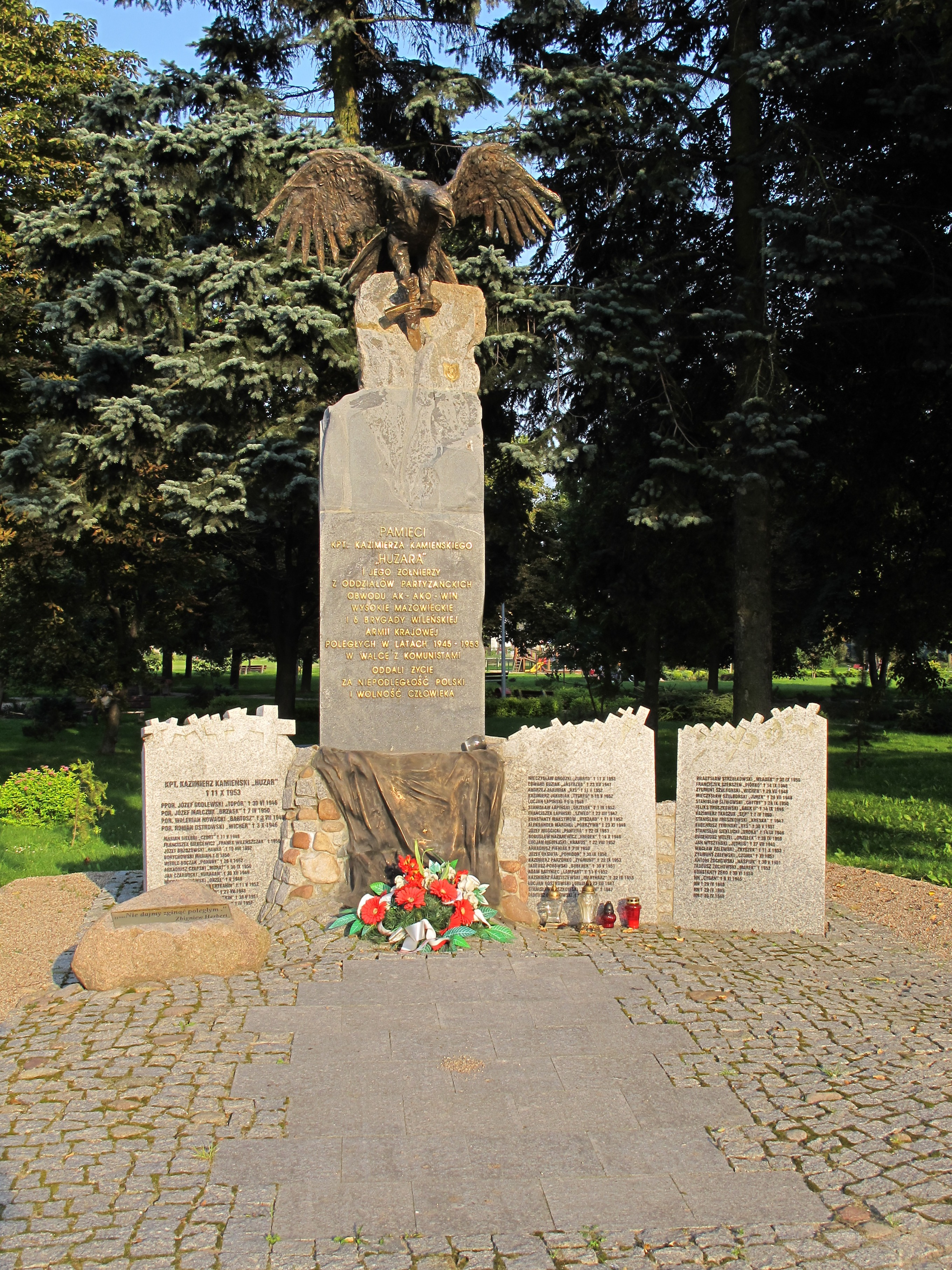
Pomnik poświęcony Kazimierzowi Kamieńskiemu i innym żołnierzom 6 Brygady Wileńskiej w Wysokiem Mazowieckim

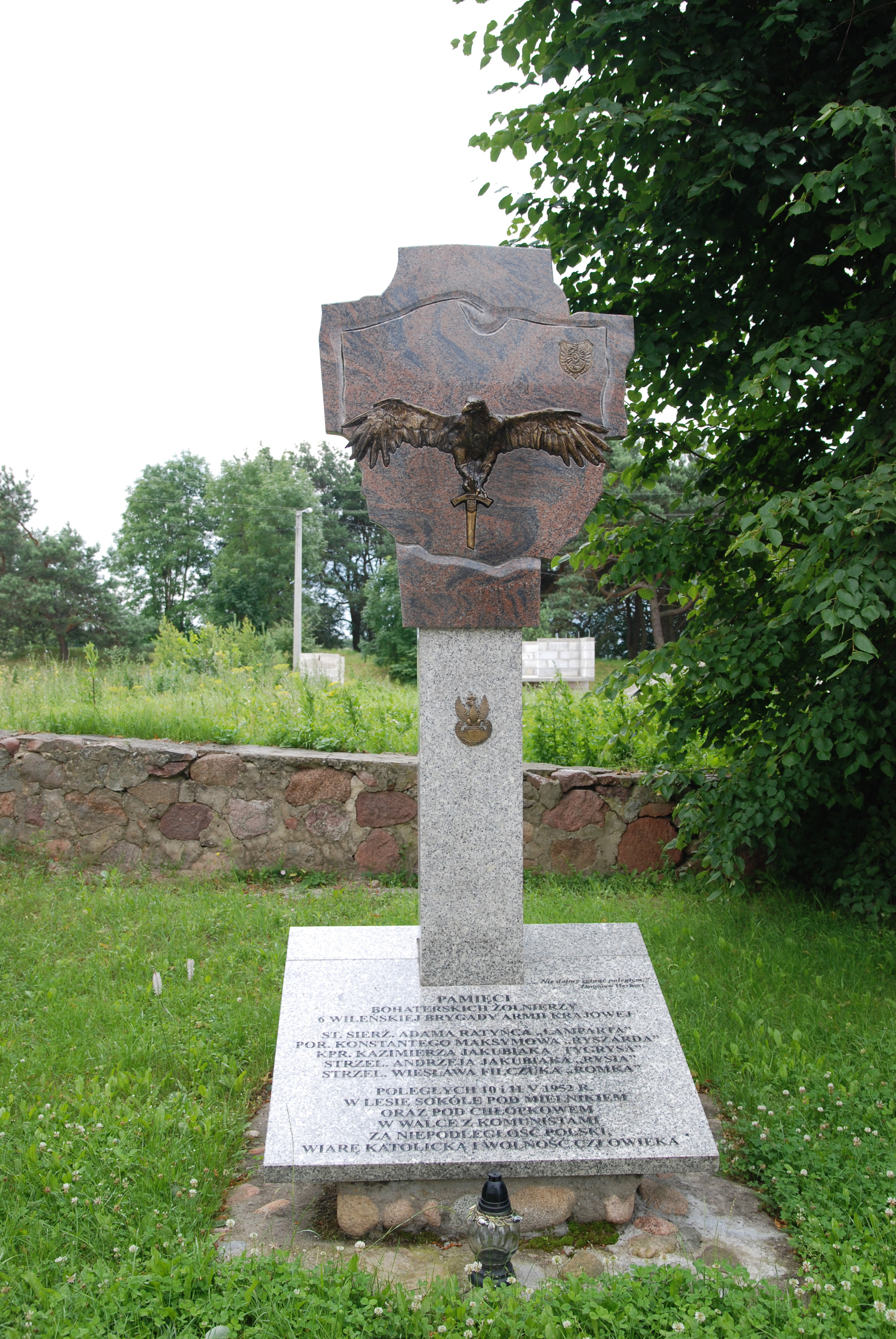
Pomnik poświęcony pamięci walk oddziału Adama Ratyńca „Lamparta” w Mielniku

## Likwidacja
Wiosną 1948 roku dowództwo KBW i MBP rozpoczęło Operację „Z” mającą na celu likwidację Brygady. Skierowano na ten teren grupy operacyjne z 1, 2 i 3 Brygady KBW. Do akcji jedynie przeciw 2 szwadronowi posłano w sumie 30 plutonów wojska (tj. 900 żołnierzy).
Po rozbiciu w trakcie Operacji „Z” większości sił 6 Brygady por. Józef Ludwik Małczuk „Brzask” podporządkował się bezpośrednio kpt. Kazimierzowi Kamieńskiemu „Huzarowi” odtwarzając już jesienią 1948 roku na lewobrzeżnym Podlasiu patrole bojowe dowodzone przez Józefa Oksiutę „Pomidora”, Arkadiusza Czapskiego „Arkadka” vel „Tajfuna”, „Murata”, Jana Czarnockiego „Huragana”. Na ślad ostatniego z nich UB i KBW natrafiło dopiero w końcu 1949 roku. W dniach 7–8 kwietnia 1950 roku dowodzony przez Małczuka patrol został otoczony na skutek zdrady jednego z konspiratorów w rejonie wsi Toczyski. Stosunek sił KBW, biorących udział w obławie, do liczebności grupy „Brzaska” wynosił 50:1: akcja ta stanowiła klasyczny przykład „polowania”, jakie na ostatnich partyzantów urządzały na przełomie lat 40. i 50. formacje resortu bezpieczeństwa.
Częściowo odtworzone zgrupowanie 6 Wileńskiej Brygady po Operacji „Z” miało wybitnie kadrowy charakter. Całość operujących w polu sił „Huzara” nie przekraczała 30 osób, podzielonych na kilka patroli. Zmieniono zasady działania grupy. Nie nadawano już pseudonimów nowym żołnierzom i nie zaprzysięgano ich. Wyjątkiem był oddział st. sierż. Adama Ratyńca „Lamparta” działającego w latach 1950–1952 na lewym brzegu Bugu. Działalność zgrupowania w tych latach była możliwa dzięki dużej dyscyplinie żołnierzy oraz autorytetowi, jaki jego dowódca miał u miejscowej ludności.
30 stycznia 1951 roku „Huzar” wraz z patrolem 12 żołnierzy odparł pod wsią Twarogi-Wypychy (wtedy powiat bielski) pluton KBW (3 żołnierzy KBW zabitych, bez strat własnych). Wiosną 1951 roku pod Lizą Starą partyzanci umknęli obławie, 17 października 1951 roku koło wsi Radziszewo-Sieńczuch patrol sierż. „Zygmunta” ostrzelał grupę operacyjną KBW, która, penetrując teren, zaatakowała go, usiłując odciąć mu drogę odwrotu. Partyzanci, korzystając z zaskoczenia wojska, wycofali się bez strat w Lasy Rudzkie. 7 kwietnia 1950 roku pod Toczyskami, 30 września 1950 roku pod Borychowem, 30 maja 1951 roku w Żochach, 1 kwietnia 1952 roku w Lizie Starej i 11 maja 1952 roku w lasach mielnickich pod wsią Sokóle partyzanci bronili się do ostatniego naboju.
W drugiej połowie lipca 1950 roku „Huzar” zarządził na terenie powiatu wysokomazowieckiego kolejną koncentrację pozostałych sił. Zostały one podzielone na cztery pododdziały (patrole) liczące razem 20 żołnierzy:
- patrol dowodzony osobiście przez kpt. „Huzara” w składzie: Adam Ratyniec „Lampart”, Kazimierz Parzonko „Zygmunt” i Eugeniusz Tymiński „Ryś”
- patrol sierż. Lucjana Niemyjskiego „Krakusa” w składzie: Mieczysław Grodzki „Żubryd”, Tadeusz Żochowski „Marek”, Józef Gontarczuk „Korsarz”; te dwa patrole miały działać na terenie powiatu Wysokie Mazowieckie,
- patrol ppor. Witolda Buczaka „Ponurego” w składzie: Witold Zalewski „Zbyszek”, Stanisław Gontarczuk „Rekin”, Józef Brzozowski „Hanka”, Witold Białowąs „Litwin”, Tadeusz Kryński „Rokita” – skierowany na teren powiatu bielskiego i zachodnią część powiatu wysokomazowieckiego,
- patrol plut. Arkadiusza Czapskiego „Arkadka”, „Murata” w składzie: Józef Oksiuta „Pomidor”, Eugeniusz Welfel „Orzełek”, Władysław Strzałkowski „Władek”, NN „Czesław” (który został wkrótce zwolniony) – skierowany na tereny powiatów sokołowskiego i siedleckiego.

Cały czas zaufaniem dowództwa zgrupowania cieszył się Czesław Białowąs (TW „Małachowski”, „Michał”), który wielokrotnie doprowadzał do likwidacji przez UBP i KBW kolejnych pododdziałów.
W okresie styczeń–maj 1952 roku oddział „Huzara” liczył ciągle ponad 20 żołnierzy. Dzielił się wtedy na 4 patrole:
- patrol „sztabowy” dowodzony przez samego kpt. „Huzara” („Krakus”, „Żubryd”, „Rokita”)
- patrol sierż. Kazimierza Parzonko „Zygmunta” („Pantera”, „Marynarz”, „Paweł”, „Mój”)
- patrol ppor. Witolda Buczaka „Ponurego” („Korsarz”, „Zbyszek”, „Hanka”)
- patrol st. sierż. Adama Ratyńca „Lamparta” (por. Konstanty Maksymow „Ryszard”, „Litwin”, „Tygrys”, „Ryś”, „Amerykanin”–„Romek”, „Sokół”, „Poleszuk” i „Krakowiak”).

Późną jesienią 1951 roku w Departamencie III MBP (odpowiedzialnym za zwalczanie podziemia niepodległościowego) podjęto decyzję o włączeniu oddziału „Huzara” do kombinacji operacyjnej oznaczonej kryptonimem „Cezary”, wymierzonej w Delegaturę Zagraniczną WiN. Utworzone w ramach tej prowokacji V Komenda Główna (Zarząd) Zrzeszenia „WiN” oraz Komenda Obszaru Centralnego (kryptonim „Akademia”) potrzebowały uwiarygodnienia zarówno wobec wspomnianej delegatury, jak i wywiadu amerykańskiego. „Centrala” mianowała kpt. „Huzara” komendantem Białostockiego Okręgu WiN, oznaczonego kryptonimem „Bursa”.
Równolegle do Operacji „Cezary” MBP prowadziło olbrzymią operację wojskowo-policyjną, oznaczoną kryptonimem „Narew”, do której użyto 7 batalionów KBW i Grupę Operacyjną „Bug” – łącznie 3500 żołnierzy KBW wzmocnionych przez setki funkcjonariuszy MO i UBP. W kolejnych obławach, potyczkach i zasadzkach byli likwidowani ostatni żołnierze Brygady. We wrześniu 1952 roku pozostała już tylko garstka rozbitków. W porozumieniu z „Akademią” Kazimierz Kamieński „Huzar” 17 października 1952 roku przyjechał do Warszawy. Został aresztowany 28 października 1952 roku. Wszyscy pozostali partyzanci „Huzara” zostali aresztowani 30 listopada 1952 roku.

## Bilans
W latach 1946–1949 oddziały 6 Brygady Wileńskiej zrealizowały blisko 250 akcji bojowych. Stoczyły około 50 walk i potyczek z „siłami bezpieczeństwa”, wykonały 35 różnego rodzaju zasadzek, rozbiły co najmniej 30 posterunków MO i placówek UBP, przeprowadziły 6 akcji na pociągi, 15 akcji na urzędy gminne, 55 akcji na spółdzielnie, 10 akcji „rozbrojeniowych”, kilkadziesiąt akcji „przeciwbandyckich” oraz 35 innych akcji, głównie „porządkowych” i na różne obiekty gospodarcze. Zlikwidowały wielu funkcjonariuszy UB, współpracowników MBP oraz bandytów z szajek rabunkowych.
Przez oddziały Brygady przewinęło się łącznie około 300 walczących żołnierzy (oraz setki uczestników siatki terenowej). Ponad 140 zginęło w walce lub zostało zamordowanych w wyniku mordów sądowych. Pozostali w większości przeszli przez okrutne śledztwa i odbyli wieloletnie wyroki więzienia. Spośród dowódców pododdziałów podlegających „Młotowi” nie przeżył ani jeden.

## Upamiętnienie
- Tradycje Brygady kultywuje 1 Podlaska Brygada Obrony Terytorialnej.

### Pomniki
W Siedlcach na skwerze Wileńskim w trójkącie ulic Floriańskiej, Brzeskiej i 3 Maja wzniesiono pomnik żołnierzy 5 i 6 Wileńskiej Brygady.
W Wysokiem Mazowieckim odsłonięto pomnik upamiętniający Kazimierza Kamieńskiego, oficerów i żołnierzy 6 Wileńskiej Brygady.
W 2005 roku w Borychowie odsłonięto obelisk z napisem: Pamięci 6 Brygady Wileńskiej AK poległych 30.09.1950 r. w Borychowie w walce z komunistami. Arkadiusza Czapskiego ps. „Arkadek”, Józefa Oksiuty ps. „Pomidor”, Władysława Strzałkowskiego ps. „Władek”, Eugeniusza Welfela ps. „Orzełek” oraz Mariana Borychowskiego zamęczonego przez komunistów w 1951 r. w więzieniu za pomoc udzieloną partyzantom. Oddali życie za niepodległość Polski i wolność człowieka". 04.05.2005 r.
Siódmego maja 2006 roku w Jabłonnie Lackiej odsłonięto podobny obelisk poświęcony „Brzaskowi”. Napis na obelisku: "Pamięci bohaterskich żołnierzy 6 Brygady Wileńskiej AK: por. Józefa Małczuka „Brzaska”, sierżanta Kazimierza Ilczuka „Sepa”, sierżanta Arkadiusza Pieniaka poległym 7.04.1950 r. pod Toczyskami Podbornymi w walce z komunistami za niepodległość Polski, wiarę katolicką i wolność człowieka. 07.05.2006 r.
Dzięki działalności Fundacji „Pamiętamy” w 2007 roku odsłonięto w Sokołowie Podlaskim pomnik „Żołnierzy AK i struktur poakowskich Obwodu Sokołów Podlaski, 6 Brygady Wileńskiej AK, kpt. „Młota” oraz cywilnych mieszkańców powiatu sokołowskiego poległych w walce z komunistycznym zniewoleniem w latach 1944–1953”. Głównymi fundatorami pomnika byli: Anna i Adam Krauze, Edward Ratyński i Halina Herbert-Żebrowska, siostra Zbigniewa Herberta. Twórcą monumentu był Marek Szczepanik.
11 sierpnia 2013 roku odsłonięto w Łapach obelisk upamiętniający st. sierż. Lucjana Niemyjskiego, który, otoczony 22 sierpnia 1952 roku przez funkcjonariuszy UB w swej kryjówce we wsi Łapy-Wity (obecnie dzielnica Łap), zginął śmiercią samobójczą.

### Odznaczenia
Postanowieniem prezydenta RP Lecha Kaczyńskiego z 9 listopada 2007 roku „za wybitne zasługi dla niepodległości Rzeczypospolitej Polskiej” dowódcy 6 Wileńskiej Brygady: Zygmunt Szendzielarz, Władysław Łukasiuk i Kazimierz Kamieński zostali pośmiertnie odznaczeni Krzyżem Wielkim Orderu Odrodzenia Polski, natomiast Lucjan Jan Minkiewicz – pośmiertnie Krzyżem Komandorskim z Gwiazdą, a przekazanie orderów rodzinom odbyło się 11 listopada tego samego roku w czasie uroczystości z okazji Narodowego Święta Niepodległości.
W tym samym dniu zostali również pośmiertnie odznaczeni oficerowie i podoficerowie 6 Wileńskiej Brygady:
- Krzyżem Komandorskim z Gwiazdą Orderu Odrodzenia Polski:
  - Józef Ludwik Małczuk
  - Lucjan Niemyjski
  - Walerian Nowacki
  - Roman Ostrowski (oficer w oddziale Kazimierza Kamieńskiego z okresu przed przyłączeniem się do 6 Wileńskiej Brygady)
  - Kazimierz Parzonko
  - Marian Pluciński (5 Wileńska Brygada)
  - Adam Ratyniec
  - Teodor Śmiałowski (zginął w 1945 roku)
  - Eugeniusz Tymiński
  - Henryk Wieliczko (5 Wileńska Brygada)
  - Kazimierz Wyrozębski
- Krzyżem Komandorskim Orderu Odrodzenia Polski:
  - Irena Kazimiera Małczuk (jedyna żyjąca wśród odznaczonych)
  - Antoni Borowik
  - Marian Borychowski
  - Eugeniusz Korzeniewski
  - Kazimierz Tkaczuk
  - Antoni Wodyński
- Krzyżem Oficerskim Orderu Odrodzenia Polski:
  - Józef Wierzbicki
  - Tadeusz Wojno.